# ウォール・ストリート・ウィーク
『ブルームバーグ・ウォール・ストリート・ウィーク（Bloomberg Wall Street Week、略称：WSW）』は、アメリカ・ブルームバーグテレビジョンで毎週金曜日夜に放映される投資ニュース・情報テレビ番組。ルイス・ルカイザーがホストを務める初代の週刊番組は、1970年11月20日から2005年まで公共放送のPBSで毎週金曜日夜に放映された。この番組では、金融市場に関連するディスカッションにホスト（またはホスト）とゲストの専門家が参加する。
アン・トゥルークス・ダーリントンによって制作され、メリーランド公共テレビジョン（MPT）によって制作された初代の番組は、1970年11月20日にPBSネットワーク全体でデビューし、ホストを務めた同日から2002年3月22日までの32年間（「Street」の「S」はレンダリングされ、テレビ番組ではドル記号で正式にタイトルが付けられた）、公式には、『Wall $treet Week with Louis Rukeyser（ウォール・ストリート・ウィーク・ウィズ・ルイス・ルカイザー、W$W）』と題された。
2002年6月、番組は変更され、ルカイザーが削除され、番組名が『ウォール・ストリート・ウィーク・ウィズ・フォーチュン（Wall Street Week with Fortune）』に変更された。ルカイザーはCNBCで『ルイス・ルカイザーズ・ウォール・ストリート』のホストを務め（2004年12月31日に、体調不良が続くため本人の要請により終了された）、PBSメンバー局にも配信された。「フォーチュン」誌の一部支援の下で行われた『ウォール・ストリート・ウィーク・ウィズ・フォーチュン』は、ジェフ・コルビンと元FOXニュースビジネス担当記者のカレン・ギブスがホストを務め、2005年6月24日にPBSでの放送を終了した。
『ウォール・ストリート・ウィーク』は、2015年4月3日に、投資家で起業家のアンソニー・スカラムーチによって設立されたグローバル投資会社スカイブリッジ・キャピタルの関連会社であるスカイブリッジ・メディアLLC によって復活した。新しい『ウォール・ストリート・ウィーク』では、アンソニー・スカラムーチとモルガン・スタンレーのシニアアドバイザーであるゲイリー・カミンスキーが共同ホストを務めた。
2016年3月、番組のライセンス権はフォックス放送によって取得され、フォックス・ビジネスで毎週金曜日夜の20:00に放送が開始された。2017年4月、番組名が変更され、フォックス・ビジネスが新しいプレゼンターとしてマリア・バルティロモを指名したことが反映された。2018年初頭、フォックス・ビジネスは『ウォール ストリート ウィーク』フランチャイズの制作を中止し、代わりにマリア・バルティロモズ・ウォール・ストリート（Maria Bartiromo's Wall Street）』というタイトルの新番組を放映した。

## 番組形式

### ウォール・ストリート・ウィーク・ウィズ・ルイス・ルカイザー
- 解説（Commentary）:ルカイザーが、その週の金融ニュースに関する短い解説で番組を開始し、続いて市場統計の要約を行った。
- パネルディスカッション（Panel Discussion）:金融アナリストのパネル（通常は3人）が市場に関する意見を述べ、具体的な銘柄の推奨を行った。長年にわたるパネリストは、20世紀の変わり目までに30人近くに達し、フランク・カピエロ、ジム・プライス、ゲイル・デュダック、メアリー・ファレル、マイケル・ホランド、カーター・ランドール、ジュリアス・ウェストハイマー（英語版）、マルティン・ツヴァイク（英語版）などの金融の名士などがいた。
- 視聴者メール（Viewer Mail）:パネリストが、視聴者から寄せられた質問に回答する。このコーナーは常に、ルカイザーが洒落だらけの手紙の勧誘を届けることで終わった。
- インタビュー前奏曲（Interview Prelude）:時折、最終インタビューの前に、ルカイザーは、特定の株式セクター（食品、医療、エネルギーなど）、ミューチュアルファンドの正しい選択、さらには様々な商品の最良の取引など、ビジネスのいくつかの側面について洞察を提供した。最も頻繁に繰り返された解説は、「ルー教授の教室（Professor Lou's Classroom）」（新学期のシーズン中）、「ルーおじさん、クリスマスショッピングに行く（Uncle Lou Goes Christmas Shopping）」（12月、通常はクリスマス前の金曜日に開催）、および「センチメンタルな旅（Sentiment-al Journey）」（大晦日）。
- インタビュー（Interview）:最後のコーナーでは、ルカイザーとパネリストがゲストの専門家にインタビューした。

何年にもわたって、ゲストのリストには、ポール・ボルカー、アラン・グリーンスパン、ロス・ペロー、ジョン・ケネス・ガルブレイス、マルコム・フォーブス、ポール・サミュエルソンなどの著名人などがいた。

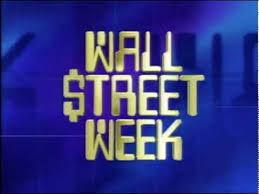
メリーランド公共テレビジョンで最初に放映され、ルイス・ルカイザーがアンカーを務めた番組の初代『ウォール・ストリート・ウィーク』のロゴ

#### 「Ms. Smythe」
紹介された後、インタビューコーナーのゲストは、制作スタッフによって吹き替えられ、クレジットに「Ms. Smythe」（1980年代後半までは「Miss Smythe」）と記載されているフォーマルドレスを着た女性によって舞台裏から護衛され、常に彼女の本名が続いた。何年にもわたって様々な女性がこの仕事を行ってきたが、最も有名なのはナタリー・セルツである。

#### 「TWX in 12 Bars」
ルカイザーの最初の任期中、ドナルド・スワーツが作曲した「TWX in 12 Bars」というタイトルの独特のテーマをフィーチャーし、テレタイプ機によって提供されるパーカッションを特徴としていた。曲の冒頭の鐘は、ウェストミンスターの鐘の音を含む、ウォール街の端にあるトリニティ・エピスコパル教会のチャイムを再現したものである。象徴的なテーマ音楽の更新されたバージョンは、同シリーズの後身で使用されている。

#### ワールドトレードセンターのオープニングシークエンス
番組のオープニングシークエンスは、チャイムからローワー・マンハッタンを横切るパンに移り、かつてのワールドトレードセンターのサウスタワーを含み、ツインタワーの1つだけが見える珍しい視点を提供した。映像の近くの建物は、1 ニューヨーク・プラザよりもはるかに高いサウスタワーがノースタワーを完全に覆い隠している1 ニューヨーク・プラザの屋根から撮影されたことを示している。

#### 新年前の放送
1年の最後の金曜日に、ホストとパネリストは黒いネクタイで登場し、来年の市場予測と株式の推奨を行い、1年前の予測がどれほど上手くいったかを確認する。

#### 代替形式
1987年10月23日、ブラックマンデーに続く最初の番組で、ルカイザーが株式市場の暴落の影響について3人の専門家にインタビューする特別番組の通常の形式を止めた。
その後、イベントが正当化される度に、通常は数ヶ月に1回、この代替形式を採用した。

#### ルカイザーの代役
ルカイザーが休暇中または不在の時はいつでも、番組の定期的なパネリストの1人が代理を務めていた。何年もの間、この機能は通常、カーター・ランドールによって進行されたが、ランドールが1999年に亡くなった後、後年、通常はフランク・カピエロまたは（それほど頻繁ではないが）マルティン・ツヴァイクが進行した。ランドールとカピエッロはどちらも、ボルチモア出身の投資銀行家で、メリーランド州オーウィングス・ミルズで『WSW』が作成された場所の近くにあった。

#### 「投資入門」スペシャル
1984年と1985年のプレッジドライブシーズン中、ルカイザーは2つの「投資入門（Investment Primer）」スペシャルのホストを務め、視聴者に株式市場とその仕組みを紹介した。1984年に放映された最初の放送は、株式、債券、金を扱っていた。1985年の2回目の放送では、ミューチュアルファンド、オプション、コモディティが取り上げられた。ゲストの中には、 スタン・ワインスタイン（「The Professional Tape Reader」の編集者）、ピーター・リンチ（Peter Lynch、フィデリティ・インベストメンツのマゼランファンドのマネージャー）、ディック・ファビアン（Dick Fabian、「テレフォン・スイッチ・ニュースレター（The Telephone Switch Newsletter）」の編集者）などがいた。

### ウォール・ストリート・ウィーク・ウィズ・フォーチュン
新しいホストでは、形式が変更された。
- オープニングレポート（Opening report）:ジェフリー・コルビン（英語版）とカレン・ギブスが、市場に影響を与える主要な記事に関する個別のニュースリポートを発表した。
- 視聴者メール（Viewer Mail）:ホストが視聴者からの質問に答えた。
- インタビュー（Interviews）:ホストは個別のゲストインタビューを実施した。ギブスは特定の投資問題に関するインタビューを担当し、コルビンは政治・経済全体に関するインタビューを担当した。
- 結びの解説（Closing Commentary）:コルビンによる簡単な解説。

新番組のテーマ音楽は、ドン・スワーツとドン・バルトが再びプロデュースした「TWX in 12 Bars」の更新された、よりオーケストラ的なバージョンだった。
ルイス・ルカイザーがホストを務めていなかったため、この新しいバージョンは視聴率が低くなり、PBSが意図したように新しいより若い市場を獲得することも、元の視聴者を維持することもできなかった。3シーズン後に終了された。

### ウォール・ストリート・ウィーク・インデックス
放送中、番組は2つの異なるインデックスを使用して、将来の市場動向を予測した。
1970年から1989年まで、ロバート・ニューロックが開発したテクニカル分析である「ウォール・ストリート・ウィーク・インデックス（Wall Street Week Index）」（後に「WSWテクニカル・マーケット・インデックス（WSW Technical Market Index）」として知られる）を使用した。分析は10個の個別のテクニカル指標で構成され、それぞれに+1（強気トレンドを示す）、-1（弱気トレンド、または0（中立）） のいずれかの値が割り当てられた。+5（またはそれ以上）の正味残高は買いシグナルとして解釈され、-5（またはそれ以下）の読み値は売りシグナルだった。ルカイザーは不敬にも索引を「The Elves」（チューリッヒのノームへの言及）と名付け、ニューロックを「Chief Elf」と呼んだ。かなりの期間中立を維持した後、ルカイザーはインデックスの構成に大幅な変更を要求した。ニューロックは、彼の10個の指標が市場の技術的側面を判断する最良の方法であると信じていたため、これを拒否した。これにより、ニューロックと番組との関係が終了し、インデックスが置き換えられた。
1989年からルーカイザー時代の終わりまで使用されたエルブス・インデックスは、「ウォール・ストリート・ウィーク・インデックス」と同じ方法でスコア化された10個の指標の読み取り値でもあった。テクニカル要因を反映する代わりに、指標は今後3か月間の市場の方向性に関する10人の市場アナリストの個人的な感情を表すようになった。エルブス・インデックスは、以前の「ウォール・ストリート・ウィーク・インデックス」よりもボラティリティが高く、売買のシグナルが多くあったが、それほど高く評価されていなかった。1998年には、ある雑誌が、買いシグナルの後に市場のドリフトまたは収縮の期間が続いた3つの例を挙げて、エルブス指数が逆張りツールとしてより有用であるとさえ示唆した。その後、ルカイザーはNASDAQにエルブス・インデックスを追加した。このインデックスは、公開インデックスの中で最悪の予測記録の1つを持っていた。
インデックスは、2001年9月11日のテロ攻撃の後、ルカイザーによって「廃止」された。その時点で、インデックスは非常に強い売りシグナルを示していた。しかし、いつものように、最初の売りの後、市場が大幅に上昇したため、逆のことをする絶好の機会だった。

## 番組の人気
1970年11月20日の『WSW』の初回は、東部教育テレビジョンネットワーク（Eastern Educational Television Network）の11局で放送された。この番組は、新しく作成されたPBSメンバー局で最も人気のある番組の1つになるまで、放送範囲と視聴者が急速に成長した。1980年代のピーク時には、300を超える放送局で放映され、ウォール・ストリート・ジャーナルを読むよりも毎週『WSW』を視聴する人の方が多かったことを意味する410万世帯の視聴者を獲得した。この番組は、引受サポートと視聴者の誓約を通じて、MPTとPBSの両方にとって主要な利益源となった（PBSは番組から年間500万ドルの利益を得たと推定されている）。

### ルカイザー効果
何年にもわたって、株式トレーダーとアナリストは、金曜日に『WSW』で宣伝された企業は、次の月曜日に株価が上昇するだろうと指摘していた。 「ルカイザー効果（The Rukeyser Effect）」と呼ばれるこの現象は、番組の影響力をさらに示すものであると述べられた。しかし、1987年に、ベントレー大学教授のロバート・パリは、「ザ・ジャーナル・オブ・ポートフォリオ・マネジメント」に学術記事を掲載し、『ウォール・ストリート・ウィーク』でルカイザーのゲストが推奨する銘柄が上昇する傾向があるだけでなく、 金曜日夜の放送前の数日間の価格と取引高は、その後の月曜日にピークに達したが、その後、これらの株は価格が下落し、推奨から最大1年間市場を下回る傾向があることを発見した研究結果を詳述した学術論文を発表した。ルカイザーはこの主張に強く異議を唱えたが、10年後、ジェス・ベルツとロバート・ジェニングスの両教授は、パリの最初の調査結果と一致する結果を報告する「レビュー・オブ・フィナンシャル・エコノミクス」に別の学術論文を発表し、「推奨の6か月間のパフォーマンスと、推奨が行われた日の異常なボリュームとの間には殆ど相関関係がない」と述べている。彼らは、様々な個人の推奨事項の間でリターンのパフォーマンスに違いがあることを観察したが、市場はより洞察力のある推奨事項と洞察力の低い推奨事項を区別できなかった。別のコメンテーターは、「この番組の3000万人の視聴者が市場を打ち負かすことは数学的に不可能である」と述べている。

## ホストとしてのルカイザー
ルイス・ルカイザーは、皮肉なユーモアのセンス（ダジャレの使用を含む）と心強い態度で議事進行を行った。1980年、ルカイザーはニューヨーク・タイムズにホスティングの哲学を「私が話しているのは、頭が良くて、ユーモアのセンスはあるが、技術的な知識はそれほどない人だと私は思っている」と説明した。彼はパネリストとゲストに、番組で専門用語や経済理論を使用するのではなく、「経済は人を眠らせる。金は人を目覚めさせる」ため、お金を稼ぐことについて話すように指示した。

## ルカイザーの解任
1980年代初頭の視聴率のピークから、『ナイトリー・ビジネス・リポート』などの番組、『マネーライン（Moneyline）』などのケーブル番組、CNBCなどのケーブルネットワークとの競争により、視聴者が長く着実に減少していた。2001年までに、視聴者数は150万世帯に減少し、人口統計によると、『WSW』視聴者の平均年齢は65歳（ルカイザーとほぼ同じ年齢）だった。MPTは、これらの傾向を逆転させるために形式を更新する可能性について議論し始めた。2002年3月21日、MPTは同年6月から『ウォール・ストリート・ウィーク・ウィズ・フォーチュン』に改名し、MPTとフォーチュン誌とのコラボレーションとなり、2人の新しい共同ホストを迎えることを発表した。ルカイザーは、上級特派員としての役割を減らして番組に残るよう招待されたが、彼はその申し出を断った。
翌晩、ルカイザーは「今週、スタジオに行く途中で面白いことが起こった。待ち伏せされた」と発表してテレビ放送を開始した。彼は、番組形式を変更するというMPTの決定を批判し、PBSの新しいビジネス番組を開発中であることを発表し、視聴者に地元のPBSメンバー局に手紙を書いて、彼の新しい番組を放送するように依頼することでコメントを締めくくりった。放送後、MPTはルカイザーと製作総指揮のリッチ・ダブロフを解任した。次の3か月間、マーシャル・ローブとレイ・ブレイディがゲストホストを務め、新しい形式が導入された。
ルカイザーを「待ち伏せ」したにもかかわらず、視聴者を失う傾向は続き、番組はルカイザーの信頼できる存在なしで苦戦し、2005年初頭に終了した。
2011年、メリーランド公共テレビジョンのアンカーであるジェフ・サルキンは、年会費でビデオインタビューとニュースレターを提供するウェブサイトを開始するための名前をライセンスした。URLがMPTウェブサイトにリダイレクトされるようになった。

## スカイブリッジが『ウォール・ストリート・ウィーク』フランチャイズを復活

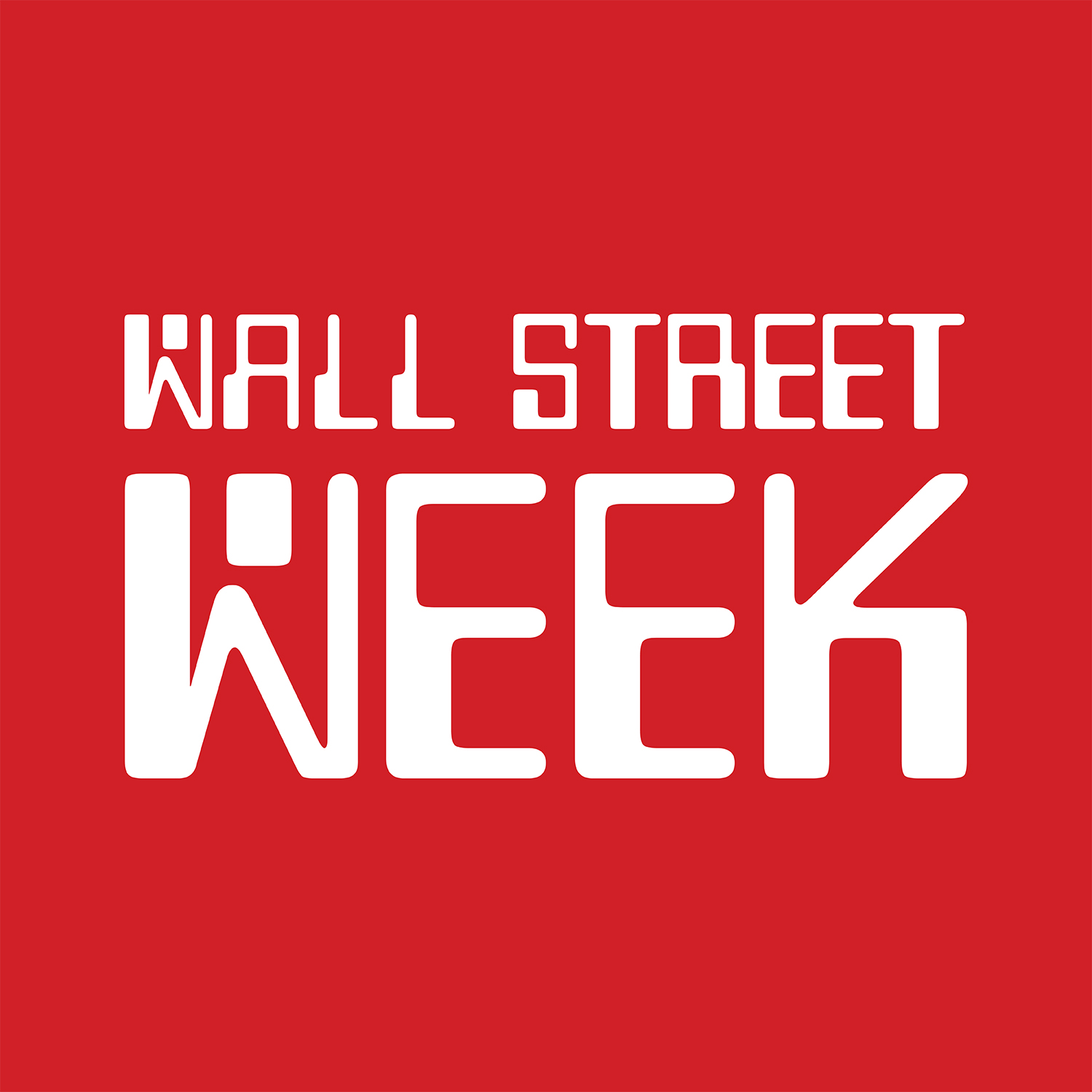
象徴的な投資ニュース番組の スカイブリッジ・メディアでのリバイバルロゴ。元のMICRフォントに新しいスタイルと色を加えたが、『ウォール・ストリート・ウィーク』の「S」の定型化された「$」は廃止された。

2014年5月、スカイブリッジ・キャピタルは『ウォール・ストリート・ウィーク』のライセンス権を取得し、番組を再開する目的で新しいエンティティ、スカイブリッジ・メディア（SkyBridge Media）を作成した。
新しい『ウォール・ストリート・ウィーク』は当初、スカイブリッジの創設者でマネジングパートナーのアンソニー・スカラムーチとモルガン・スタンレーのシニアアドバイザーであるゲイリー・カミンスキーをホストとして取り上げていたが、プレゼンテーションの特定の側面を現代化しながら、元の番組精神を維持するために形式が刷新された。
新しい『ウォール・ストリート・ウィーク』の最初のエピソードは、2015年4月19日に放映され、ウェブサイト「WallStreetWeek.com」からストリーミングされた。放送時間は、ニューヨーク、シカゴ、サンフランシスコ、ワシントンのテレビ局で購入された。最初のエピソードでは、ダブルライン・キャピタルのジェフリー・ガンドラックと、チャールズ・シュワブとゴールドマン・サックス・アセット・マネジメントのジョナサン ベナーのリズ・アン・ソンダース（元の『ウォール・ストリート・ウィーク・ウィズ・ルイス・ルカイザー』で頻繁にパネリストを務めた）を特別ゲストとして迎えた。ショーでのガンドラックのコメントは、ジャンク債市場の暴落の可能性を呼び掛けたもので、初演後、ウォール街全体でニュースになった。

## フォックス・ビジネス・ネットワークでの短期滞在
2016年3月18日に最初のエピソードが放送され、短期間フォックス・ビジネス・ネットワークに取り上げられた。スカラムーチは、ドナルド・トランプが経済顧問として彼の移行チームに加えた後、ホストを務める立場から辞任した。マリア・バルティロモは、2017年4月に番組の恒久的なアンカーとしてフォックス・ビジネスによって指名された。
フォックス・ビジネスは毎週金曜日夜20:00（東部標準時）に放映し、再放送は金曜日夜20:30（東部標準時）、翌0:00と0:30（東部標準時）、土・日曜日朝9:00と9:30（東部標準時）に放映された。
ここでも、「TWX in 12 Bars」のオープニングバー（のみ）がオープニングに使用され、ルカイザーに起因する引用と共に、「この番組は投資だけを扱ったものではありません。私たちは人々と彼らのお金に影響を与えるあらゆることについて話し合ってきました」と、スカラムーチとカミンスキーの両方が冒頭で登場した。
2018年1月、フォックス・ビジネス・ネットワークは『ウォール・ストリート・ウィーク』の制作と放送を終了し、その代わりに『マリア・バーティロモズ・ウォール・ストリート』というタイトルの新番組を制作することを選択した。

## ブルームバーグ・ウォール・ストリート・ウィーク
ブルームバーグは、2020年1月10日に『ブルームバーグ・ウォール・ストリート・ウィーク（Bloomberg Wall Street Week）』というタイトルのシリーズの新バージョンの放送を開始し、アンカーとしてデイビッド・ウェスティンが出演した。以前のFOX版と同様に、この最新シリーズでは、テーマ曲「TWX In 12 Bars」の新しく録音されたバージョンが委託された。